# Osvaldo Bayer
Pour les articles homonymes, voir Bayer.
Œuvres principales
- Patagonie rebelle (1972-1975)
- Les Anarchistes expropriateurs (1975)

Osvaldo Jorge Bayer, né le 18 février 1927 à Santa Fe, en Argentine, et mort le 24 décembre 2018 à Buenos Aires, est un historien, écrivain, journaliste et scénariste argentin.
Se définissant comme anarchiste et pacifiste, il collabora à divers journaux et fut, en raison de ses écrits (en particulier son ouvrage sur une grève insurrectionnelle survenue en Patagonie dans les années 1920 et durement réprimée par l’armée) et de ses positionnements politiques, inquiété à plusieurs reprises par le pouvoir en place, le régime militaire d’Aramburu d’abord, le deuxième péronisme ensuite, pour être finalement contraint à l’exil en 1976 par la nouvelle dictature militaire. De retour dans son pays après la restauration de la démocratie, il poursuivit son travail de journaliste, notamment au quotidien de gauche Página 12, et s’engagea en faveur des Amérindiens, réclamant la reconnaissance par l’Argentine de leur génocide. Il est l’auteur de plusieurs ouvrages et articles sur le mouvement anarchiste en Argentine.

## Biographie
Osvaldo Bayer grandit à Bernal dans la province de Buenos Aires puis à Belgrano dans la banlieue de la capitale argentine. Ses parents avaient auparavant vécu dans la ville de Rio Gallegos, dans la province patagonienne de Santa Cruz, au moment où eut lieu, au début des années 1920, la sanglante grève insurrectionnelle dite Patagonie rebelle, dont Osvaldo Bayer devait plus tard se faire l’historien.
Osvaldo Bayer se définit lui-même comme « un anarchiste et pacifiste à outrance ». Il raconte que, obligé de faire son service militaire, il refusa de suivre l’instruction militaire, ce qui lui valut de balayer et encaustiquer les bureaux de messieurs les officiers pendant dix-huit mois.
Après avoir travaillé pour une compagnie d’assurances et s’être engagé dans la marine marchande comme apprenti timonier, il entreprit de 1952 à 1956 des études d’histoire à l’université de Hambourg en Allemagne, où il devint membre de la Ligue des étudiants socialistes.
De retour en Argentine, il se voua au journalisme, à des travaux de recherche sur l’histoire de l’Argentine, et à l’écriture de scénarios de films. Il entama des études de médecine, qu’il abandonna au bout d’un an, puis de philosophie à Buenos Aires. Il raconte :

« Perón avait cédé la faculté de Philosophie et des Sciences humaines au fondamentalisme catholique et à la droite, de sorte qu’on n’y apprenait que saint Thomas et saint Augustin. Le CEU, Centro de Estudiantes Universitarios (Centre d’étudiants universitaires), c’était les péronistes, qui dominaient la faculté et vous passaient à tabac. Leur chef était Jorge Cesarsky, si vous vous souvenez... Ensuite, j’ai continué le journalisme, pour accepter [finalement] d’aller en Patagonie [en rapport avec le journal Esquel]. »

Dégoûté par la politique des socialistes argentins, il se tourna vers la Federación Libertaria Argentina (FLA), s’étant en effet déjà familiarisé avec la littérature anarchiste durant son séjour en Allemagne, au sein de la Ligue des étudiants socialistes.
Il collabora aux quotidiens Noticias Gráficas, Esquel (établi dans la ville homonyme de la province patagonienne de Chubut), et Clarín, et fonda en 1958 La Chispa (litt. l’Étincelle), qu’il qualifiera lui-même de « premier journal indépendant de Patagonie ».
Un an plus tard, il fut accusé par le régime militaire de Pedro Aramburu d’avoir diffusé des informations stratégiques sur une zone frontalière, et contraint par la gendarmerie argentine, pistolets braqués sur lui, de quitter Esquel. Il devint ensuite, de 1959 à 1962, secrétaire général du syndicat de la presse. Sitôt expulsé d’Esquel, il fut engagé par le quotidien national Clarín, où il remplit également l’office de secrétaire de rédaction et de directeur de la section politique. Il eut alors sous sa tutelle le journaliste Félix Luna, qui allait fonder en 1963 la revue d’histoire Todo es Historia, à laquelle Bayer apportera sa collaboration. En outre, il fonda le Département des droits de l’homme au sein de la faculté de Philosophie et des Sciences humaines de l’université de Buenos Aires.
Sous la présidence d’Isabel Perón, qui était sous l’emprise de son ministre José López Rega (fondateur de l’organisation Alliance anticommuniste argentine ou Triple A), Bayer fit l’objet de menaces et de persécutions en raison de ses travaux, en particulier pour son ouvrage Los vengadores de la Patagonia trágica, qui relate les événements de la grève insurrectionnelle, violemment réprimée par l’armée, survenue dans la province de Santa Cruz en 1921 et 1922, et communément dénommée Patagonie rebelle. Les vexations à son encontre le portèrent à choisir finalement l’exil, Bayer demeurant désormais, à partir de 1975, à Berlin en Allemagne, et ce jusqu’à la chute, en 1983, de la dictature militaire.
Revenu dans son pays natal, il collabora au journal de gauche Página 12, cofondé par son ami et pareillement écrivain argentin Osvaldo Soriano et par le journaliste Horacio Verbitsky.
Parmi ses écrits les plus importants, on relève, outre le déjà cité Los Vengadores de la Patagonia Trágica, Los anarquistas expropiadores y otros ensayos, Fútbol argentino (à l’origine scénario d’un film homonyme de Bayer, ultérieurement édité sous forme de livre), Rebeldía y esperanza, Severino Di Giovanni, el idealista de la violencia, et son unique œuvre de fiction, le roman Rainer y Minou.
Il fut l’auteur et l’un des scénaristes de La Patagonia rebelde, film tiré de son ouvrage Los Vengadores de la Patagonia Trágica et mis en scène par Héctor Olivera, lauréat d'un Ours d'argent à la Berlinale 1974.

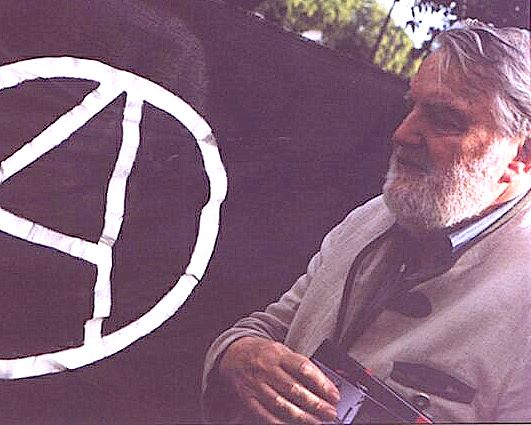
Osvaldo Bayer en 2003.

En 2008, il écrivit, conjointement avec Mariano Aiello et Kristina Hille, le scénario et le livret du film Awka Liwen. Ce long métrage documentaire retrace l’histoire de la lutte pour la distribution des richesses en Argentine, depuis la spoliation des terres et du bétail sauvage aux dépens des peuples premiers et des gauchos. À l’effet de justification de cette spoliation fut instituée une culture raciste, qui perdure encore au XXIe siècle. Le film, dont l’avant-première eut lieu en novembre 2009 à la Bibliothèque nationale à Buenos Aires, fut déclaré d’Intérêt national par la Présidence de la Nation argentine. Sa projection dans le traditionnel cinéma Gaumont dans le centre de Buenos Aires, à laquelle assistèrent 3 000 personnes environ (longues files d’attente dans les rues), marqua sa sortie officielle en salle. Le film obtint de fort bonnes critiques dans la presse argentine et étrangère, et fut récompensé par le premier prix dans la catégorie officielle argentine lors du premier Festival international de cinéma politique (FICIP), par le premier prix dans la catégorie Documentaire international au 6e Festival de vidéo d’Imperia en Italie (lequel est parrainé par l’Unesco), et fut sélectionné officiellement pour nombre d’autres festivals de cinéma.

### Actions en faveur des peuples premiers
Osvaldo Bayer n'a jamais cessé de s'engager dans la lutte autour des revendications des peuples premiers d’Argentine, et s’est toujours appliqué à démasquer les grandes figures historiques nationales considérées par lui comme génocidaires. En 1963, lors d’une causerie à laquelle il participa dans la bibliothèque populaire de Rauch, ville de la province de Buenos Aires, il suggéra aux habitants de réclamer la tenue d’un référendum pour changer le nom de Rauch en celui d’Arbolito, surnom du supposé Ranquel qui mit fin aux jours du colonel prussien. La proposition ne fut pas acceptée, et à son retour à Buenos Aires, en vertu de l’état de siège décrété à ce moment, et à l’instigation du ministre de l’Intérieur de la dictature, le général Juan Enrique Rauch, arrière-petit-fils de Federico Rauch, il fut détenu et incarcéré, à titre de châtiment dénigrant, à la prison de femmes de la rue Riobamba pendant 62 jours. De même, depuis 2004, il réclame, avec le groupe indigéniste Rebelde amanecer, le retrait du monument au général Julio Argentino Roca, élevé dans le centre de Buenos Aires, sur l’avenue Presidente Julio Argentino Roca (angle rue Pérou), requête qui fut approuvée, mais non transposée en loi par la législature portègne. À la place dudit monument, Osvaldo Bayer souhaiterait que soit dressé un monument à la Femme autochtone, projet soutenu par l’université populaire des Mères de la place de Mai.
En 2007, le Conseil de délibération du partido de Rojas, dans la province de Buenos Aires, rebaptisa en Pueblos Originarios la rue auparavant appelée Julio Argentino Roca, à la suite de la réclamation émanant d’un groupe d’élèves des écoles locales, qui se prévalaient des recherches et des conférences de Bayer. Il existe en ce moment, dans différentes villes d’Argentine, des projets similaires tendant à changer le nom de leur rue Roca respective.

## Reconnaissance
En 1984, Osvaldo Bayer se vit décerner le Prix Konex ‒ Diplôme du mérite dans la discipline memoriale relative aux Lettres argentines ‒, octroyé par la Fondation Konex.
Le 20 avril 2003, l’université nationale du Centre de la province de Buenos Aires (Unicen), lui décerna le titre de docteur honoris causa pour ses activités dans le domaine des droits de l’Homme, de la littérature et du journalisme. Dans son discours d’acceptation du prix, il prononça notamment les paroles suivantes :

« Il y a 27 ans débuta cette dictature qui a fait disparaître tant d’amis chers et vous a forcé à vous en aller du pays. Pour ma part, je ne pardonnerai jamais à la dictature d’avoir dû m’en aller pour avoir écrit La Patagonia rebelde, ce qui a entraîné un changement absolu et total, aussi pour mes enfants et pour ma femme. Mais cela n’est rien encore comparé à ceux qui ont perdu la vie ou leurs enfants. Nulle personne, ayant un minimum de sentiment humanitaire ne peut supporter pareille chose (...). Recevoir ce prix ‒ inconcevable, même en rêve. Lorsque j’ai dû partir, le brigadier d’aviation qui était à Ezeiza m’a dit : vous ne reviendrez plus jamais sur la terre de la Patrie. Aujourd’hui, non seulement je suis sur la terre de la Patrie, mais en plus on me donne un prix »

— Osvaldo Bayer
Il reçut le titre de docteur honoris causa de la part des universités nationales de Córdoba (2009), de Quilmes (2009), de San Luis (2006), du Sud (2007), du Comahue (1999), et de San Juan.
Le 7 juillet 2004, il fut nommé Hôte d’honneur par l’université nationale du Litoral, et déclara lors de la conférence de presse :

« Cela me fait un peu honte de dire que mon premier livre a été interdit par Lastiri. S’il avait été interdit par un autre président, de plus grande envergure, on en aurait été plus content. Mon deuxième livre, c’est Isabel Perón qui l’a interdit, et les autres ensuite, ce sont les militaires qui les ont brûlés. Brûler des livres, c’est comme abuser d’enfants : c’est un acte de lâcheté, car ils ne peuvent pas se défendre »

Quinze jours seulement après avoir été proclamé citoyen illustre de Buenos Aires (Ciudadano Ilustre de Buenos Aires) par l’administration municipale d’Aníbal Ibarra, Bayer fut déclaré, à l’initiative d’Eduardo Menem (frère de Carlos Menem), persona non grata par le sénat argentin, « pour avoir, en tant que citoyen, présenté un projet tendant à unir les deux Patagonies, l’argentine et la chilienne, comme première étape en vue du Marché commun latinoaméricain », mais le sénat se rétracta en 2008. Finalement, sous l’impulsion du sénateur Daniel Filmus, le sénat déclara reconnaître Osvaldo Bayer comme défenseur des droits de l’Homme. En 2008, il se vit également attribuer le Prix d’honneur de la Société argentine des écrivains.
Le 20 novembre 2011, des militants de la Jeunesse justicialiste libertaire (Juventud Justicialista libertaria) inaugurèrent dans la ville de San Miguel de Tucumán la Bibliothèque populaire Osvaldo Bayer à Villa Luján, quartier populaire de la capitale tucumane. Le 26 novembre 2011 de la même année, c’est au tour de Rosario d’ouvrir sa Bibliothèque populaire Osvaldo Bayer, en reconnaissance des sentiments de celui-ci pour l’équipe de football locale Rosario Central.
Depuis 2013, une rue de la localité de Puerto Deseado porte le nom d’Osvaldo Bayer, par décision unanime du Conseil de délibération de cette municipalité.

## Œuvres
- Severino Di Giovanni, el idealista de la violencia, ouvrage d’histoire. Éd. Galerna, Buenos Aires (1970).
- La Patagonia rebelde (tomes I et II), ouvrage d’histoire. Buenos Aires, Éd. Galerna (1972) Publié en français sous le titre La Patagonie rebelle  : 1921-1922, chronique d’une révolte des ouvriers agricoles en Argentine, traduit par Simone Guittard et Frank Mintz, Acratie, La Bussière, 1996, 300 p. ; en coédition, Lyon, L'Atelier de création libertaire, 1996  (ISBN 2-909899-05-5)
- La Patagonia rebelde (tome III), ouvrage d’histoire. Éd. Galerna, Buenos Aires (1974).
- Los anarquistas expropiadores y otros ensayos, essais. Éd. Galerna, Buenos Aires (1975).
  - Trad. française : Les Anarchistes expropriateurs, éd. Atelier de création libertaire, Lyon, (1995),  (ISBN 2-905691-36-0), [lire en ligne].
- La Patagonia rebelde (tome IV), ouvrage d’histoire. Berlin (Allemagne)(1975).
- Exilio, essai. En collab. avec Juan Gelman, éd. Legasa, Buenos Aires (1984).
- Fútbol argentino, essai. Éd. Sudamericana, Buenos Aires (1990).
- Rebeldía y esperanza, ouvrage. Éd. Zeta, Buenos Aires (1993).
- Severino Di Giovanni, el idealista de la violencia (réédition). Éd. Planeta, Buenos Aires, 1998,  (ISBN 987-580-092-9).
- A contrapelo. Conversaciones con Osvaldo Bayer, entretien avec Ulises Gorini. Éd. Desde la gente, Buenos Aires (1999).
- En camino al paraíso, essai. Éd. Vergara, Buenos Aires (1999).
- Rainer y Minou, roman. Éd. Planeta, Buenos Aires (2001).
- Obras completas, Página 12, Buenos Aires (2009).

### Article
- « 1909-2009, Simón Radowitzky, le justicier au grand cœur », Página/12, 7 novembre 2009, lire en ligne - texte en espagnol.